# Ґневське-Поле
Ґневське-Поле (пол. Gniewskie Pole, нім. Mewischfelde) — село в Польщі, у гміні Квідзин Квідзинського повіту Поморського воєводства.
Населення — 255 осіб (2011).
У 1975-1998 роках село належало до Ельблонзького воєводства.

## Демографія
Демографічна структура станом на 31 березня 2011 року:
|          | Загалом | Допрацездатний вік | Працездатний вік | Постпрацездатний вік |
| -------- | ------- | ------------------ | ---------------- | -------------------- |
| Чоловіки | 131     | 36                 | 86               | 9                    |
| Жінки    | 124     | 29                 | 79               | 16                   |
| Разом    | 255     | 65                 | 165              | 25                   |